# ギヨーム・ピロン
ギヨーム・ピロン（Guillaume Piron、1992年4月9日 - ）は、フェデラル１、ブラニャック・ラグビーに所属するラグビーユニオン選手。

## プロフィール
- ベルギー出身。
- ポジションはセンター(CTB)。
- 身長 183cm、体重 94kg
- ベルギー代表キャップは18（2020年5月現在）[1]。

## 略歴
モンペリエ、USコロミエを経て、2018年、ブラニャック・ラグビーに加入。